# Martí Ferrer Bruguera
Martí Ferrer Bruguera (? - 2004) va ser un metge, pediatre i polític català.
De professió metge pediatra, l'1 de gener de 1955 ingressà com a membre de l'Acadèmia de Ciències Mèdiques de Catalunya i Balears. Durant l'època de la transició democràtica exercí com a regidor a l'Ajuntament del Prat de Llobregat. I des del juliol del 1977 i fins al 1979 fou alcalde accidental del Prat de Llobregat, després de substituir a l'anterior alcalde, José María Mesa Parra, que deixà de ser-ho després que fou nomenat governador civil de Girona el juliol de 1977. Entre els anys 1980 i 1990 formà part del Consell d'Administració de la Caixa Penedès.